# Problem Molyneuxa
Problem Molyneuxa – w filozofii eksperyment myślowy dotyczący nagłego uleczenia ze ślepoty. Został po raz pierwszy sformułowany przez  Williama Molyneuxa. Szczegółowo został opisany przez Johna Locke'a w An Essay Concerning Human Understanding. W problemie chodzi o to, czy osoba niewidoma potrafiąca rozpoznać przedmioty za pomocą dotyku po odzyskaniu wzroku rozpozna je tylko przy jego użyciu. Obecnie wiadomo, iż nauka tej umiejętności trwała około tygodnia. Problem ten dotyczy doświadczenia empirycznego oraz powiązania reprezentacji różnych zmysłów w umyśle.